# Liste der Kulturdenkmäler in Norken
In der Liste der Kulturdenkmäler in Norken sind alle Kulturdenkmäler der rheinland-pfälzischen Ortsgemeinde Norken aufgeführt. Grundlage ist die Denkmalliste des Landes Rheinland-Pfalz (Stand: 21. Dezember 2021).

## Denkmalzonen
| Bezeichnung               | Lage                          | Baujahr                            | Beschreibung                                                                                            | Bild            |
| ------------------------- | ----------------------------- | ---------------------------------- | --- | --------------- |
| Denkmalzone Brunnenstraße | Brunnenstraße 2, 4, 6, 8 Lage | zweite Hälfte des 19. Jahrhunderts | vier gleichmäßig gereihte stattliche Quereinhäuser, zweite Hälfte des 19. Jahrhunderts; alle verkleidet | Fotos hochladen |

## Einzeldenkmäler
| Bezeichnung | Lage                   | Baujahr         | Beschreibung | Bild            |
| ----------- | ---------------------- | --------------- | --- | --------------- |
| Quereinhaus | Gartenweg 1 Lage       | um 1800         | Quereinhaus, Fachwerkbau des späteren 18. oder früheren 19. Jahrhunderts, modern verkleidet                         | Fotos hochladen |
| Quereinhaus | Schulstraße 11/13 Lage | 18. Jahrhundert | Quereinhaus, teilweise verkleidet, wohl aus dem 18. Jahrhundert (eventuell auch erst nach 1810)                     | Fotos hochladen |
| Hofanlage   | Schulstraße 15 Lage    | 17. Jahrhundert | Fachwerk-Streckhof mit Niederlass, teilweise massiv, Wohnhaus aus dem 17. Jahrhundert, Scheune teilweise (?) jünger | Fotos hochladen |